# William Buckland
William Buckland (n. 12 martie 1784, Axminster, Anglia, Regatul Marii Britanii – d. 14 august 1856, Islip⁠(d), Cherwell, Anglia, Regatul Unit al Marii Britanii și Irlandei) a fost un geolog și paleontolog englez.
A fost primul care a realizat o descriere științifică a unei fosile de dinozaur, pe care a descoperit-o în 1824 și pe care ulterior l-a numit Megalosaurus, realizând că acesta face parte dintr-un regn animal de care nu se știa nimic până în acel moment.
Același pionierat îl deține și în domeniul studiului fecalelor animale fosilizate.
În ceea ce privește evoluția Terrei, Buckland este adeptul teoriei catastrofelor și al creaționismului Pământului bătrân, susținând că există dovezi ale existenței potopului biblic.

## Legături externe
- Buckland at the Oxford University Museum of Natural History Arhivat în 22 aprilie 2018, la Wayback Machine.
- Buckland's blue plaque in Islip Arhivat în 20 mai 2019, la Wayback Machine.
- William Buckland in Retrospect
- The Life and Correspondence of William Buckland... By his daughter, Mrs. Gordon Arhivat în 29 octombrie 2020, la Wayback Machine., (London : J. Murray, 1894) – digital facsimile available from Linda Hall Library
- William Buckland (1823) Reliquiæ Diluvianæ Arhivat în 21 octombrie 2020, la Wayback Machine. (English) – digital facsimile available from Linda Hall Library.